# Jawhar (ville)
Pour les articles homonymes, voir Jawhar.
Jawhar est une ville et un conseil municipal du district de Palghar, dans l'État indien du Maharashtra. 
Jawhar était la capitale de l'ancien État de Jawhar. Elle est située dans les chaînes des Ghats occidentaux. Fondé en 1918, Jawhar est l’un des plus anciens conseils municipaux de l’État du Maharashtra.